# 오성열
오성열(1960년 1월 17일 ~ 2011년 10월 1일)는 대한민국의 배우이다. 2011년 10월 1일 오후 5시 간암으로 향년 52세로 별세했다.

## 학력
- 중앙대학교 연극영화과 학사

## 경력
- 1991년 KBS 공채 14기 탤런트

## 출연 작품

### 드라마
- 1990년 ~ 1991년 KBS 일일연속극 《서울 뚝배기》 - 단역
- 1994년 KBS2 수목드라마 《폴리스》 - 단역
- 1995년 MBC 일요아침드라마 《짝》 - 오현태 역(단역)
- 1996년 KBS 특집드라마 《검》
- 1996년 ~ 1998년 KBS 대하드라마 《용의 눈물》 - 임선미 (목은 이색의 제자 - 15회), 방간의 군대 병사 (72회), 이천우의 수하장수 (99회), 별감 (126회), 금부도사 (149회) 역 (1인 5역)
- 1997년 KBS2 수목드라마 《욕망의 바다》 - 의사 역 (55~56회)
- 1998년 ~ 2000년 KBS 대하드라마 《왕과 비》- 사육신을 처형시키는 군관 역
- 2000년 ~ 2002년 KBS 대하드라마 《태조 왕건》 - 양길의 사자, 입전, 박영규의 집사 역 (1인 3역)
- 2001년 ~ 2002년 KBS2 특별기획 드라마 《명성황후》 - 우범선 역
- 2002년 ~ 2003년 SBS 월화드라마 《야인시대》 - 김상도 역 (2부 출연)
- 2003년 ~ 2004년 KBS 대하드라마 《무인시대》 - 이광 역
- 2003년 ~ 2004년 KBS2 수목드라마 《해신》 - 팔미도 해적 두목 역
- 2004년 ~ 2005년 KBS 대하드라마 《불멸의 이순신》 - 이치로 역
- 2005년 ~ 2005년 MBC 주말 특별기획 드라마 《제5공화국》 - 방준필 (국가안전기획부 서울분실장) 역
- 2006년 ~ 2007년 SBS 주말극장 《연개소문》 - 고경 역
- 2009년 KBS 대하드라마 《천추태후》 - 천추태후의 측근들을 괴롭힌 지방 호족 역
- 2010년 ~ 2011년 KBS 대하드라마 《근초고왕》 - 찬웅포 역

### 영화
- 2002년 《휘파람 공주》 - 락바 사장 역

### 방송
- 2008년 2월 18일 KBS 우리말 겨루기 203회 출연